# 疏勒

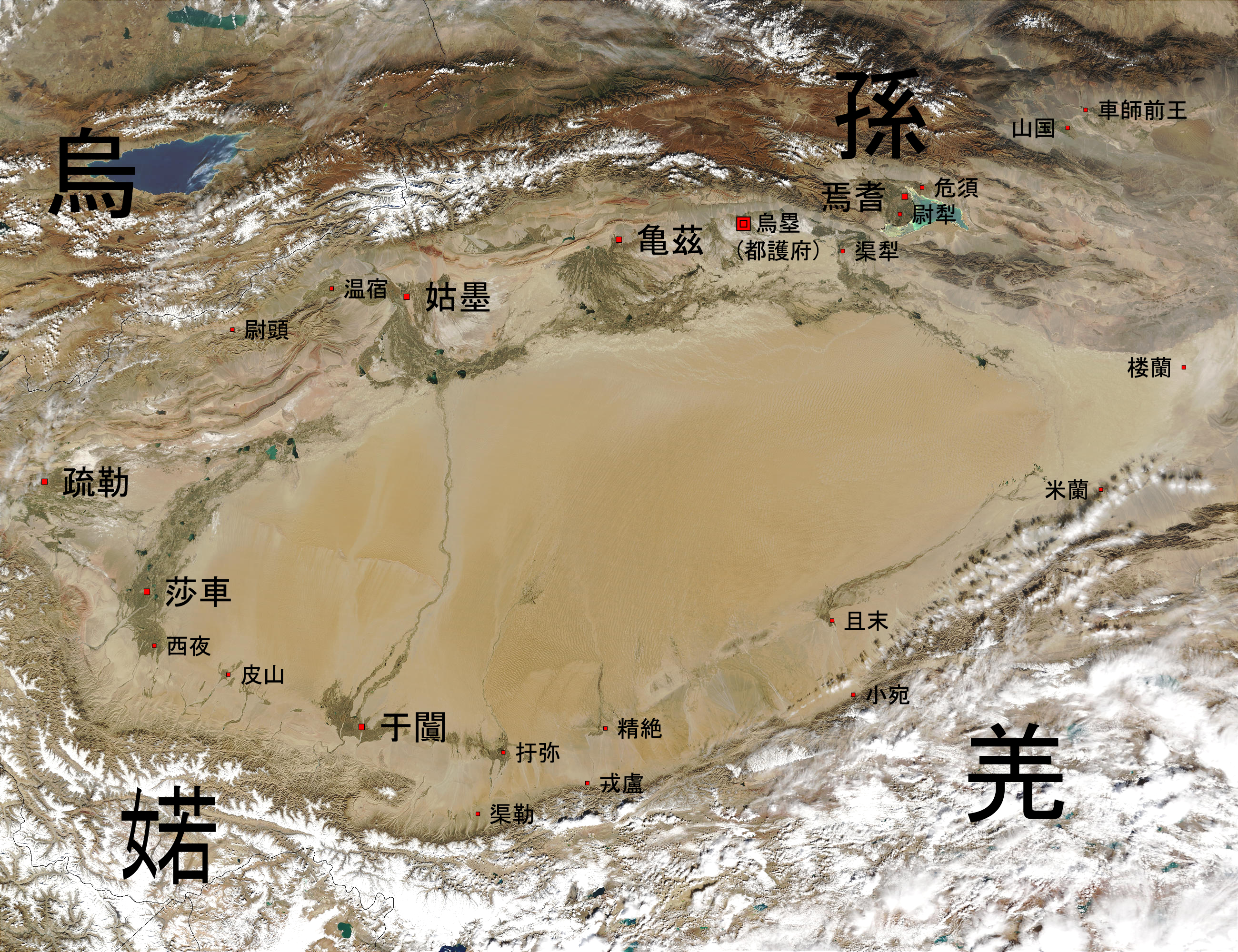
紀元前1世紀の西域諸国。

疏勒（呉音：しょろく、漢音：そろく、拼音：Shūlè）は、かつてタリム盆地に存在したオアシス都市国家。現在の中華人民共和国新疆ウイグル自治区カシュガル地区カシュガル（喀什）市にあたり、タリム盆地の西端に位置する。漢代から唐代にかけてシルクロード交易の要所として栄えた。玄奘の『大唐西域記』では佉沙国と記されている。

## 歴史

### 前漢の時代
匈奴の冒頓単于がモンゴル高原を統一すると、次いでトルファン盆地、さらにはタリム盆地の城郭都市をも支配下に置いた。
疏勒国は他の西域諸国とともに匈奴の属国となり、匈奴の西辺日逐王は僮僕都尉を置いて、西域を統領させ、常に焉耆国・危須国・尉犁国の間に駐屯し、西域諸国に賦税し、富給を取った。
前漢の武帝の時期（前141年 - 前87年）になると、衛青と霍去病によって匈奴が駆逐され、河西回廊からタリム盆地は前漢の支配下となり、疏勒国も漢に従属する。

### 後漢の時代

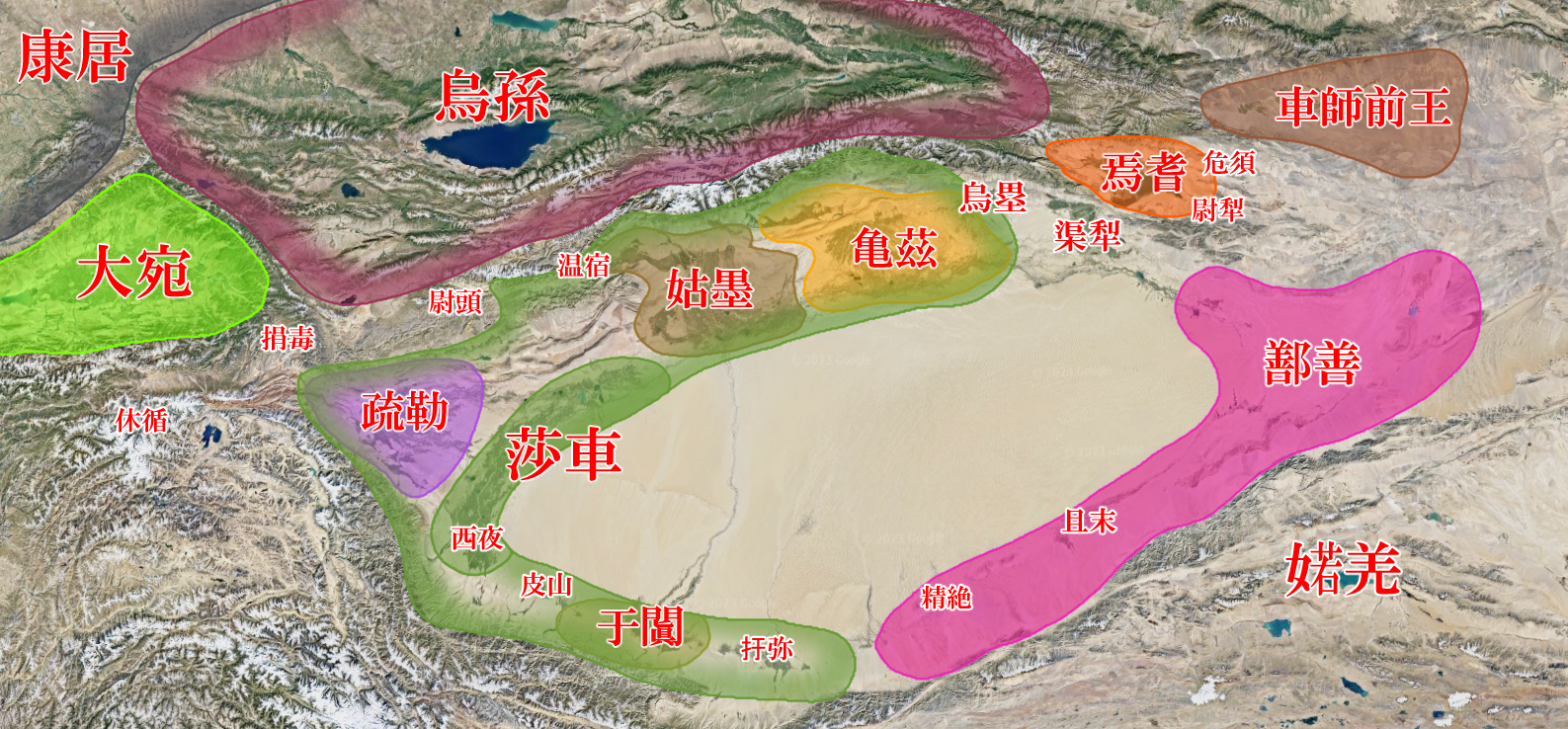
1世紀のタリム盆地

新末の動乱で一時中国と国交が途絶えると、疏勒国は当時最強を誇った莎車国の支配下に入る。
のちに于窴国が莎車国に叛き、莎車王の賢が于窴王の広徳に捕えられると、莎車国は于窴国の支配下となる。このとき、疏勒国は独立したか于窴国の支配下になったと思われる。
明帝の永平16年（73年）、亀茲王の建は疏勒王の成を攻め殺し、亀茲左侯の兜題を疏勒王とした。冬、漢は軍司馬の班超を派遣して兜題を捕え、成の兄の子である忠を立てて疏勒王とした。
永平18年（75年）、明帝が崩御すると、これに乗じて焉耆国は漢に叛いて、西域都護の陳睦を殺害し、亀茲国・姑墨国は疏勒国を攻撃した。疏勒国にいた班超は盤橐城を守り、疏勒王の忠とともにこれを防いだが、不利と見て一旦于窴国に退いた。ふたたび疏勒国に戻った頃には疏勒城・盤橐城の両城が亀茲国によって陥落しており、疏勒国は尉頭国と寝返っていた。班超はすぐに疏勒国の反逆者を斬り、尉頭国を撃破して、疏勒国を取り戻した。
章帝の建初9年（84年）、班超は疏勒国・于窴国の兵を発し、莎車国を攻撃した。莎車国は陰で疏勒王の忠と密通しており、忠はこれに従って反き、西の烏即城に立てこもった。すると班超はその府丞の成大を立てて新たな疏勒王とし、忠を攻撃した。これに対し康居が精兵を派遣してこれを救ったので、班超は降せなかった。この時、月氏（クシャーナ朝）は新たに康居と婚姻を結び、親密な関係となったため、班超は使者を送って多くの祝い品を月氏王に贈った。これによって康居王が兵を撤退させ、忠を捕えたので、烏即城は遂に班超に降った。
安帝の元初3年（116年）、疏勒王の安国は母の弟の臣磐を有罪とし、月氏に移した。しかし月氏に送られた臣磐は月氏王に寵愛されることとなる。後に安国が死ぬと、子が無かったため、その母は国政を摂り、国人と共に臣磐の弟の子である遺腹を立てて疏勒王とした。月氏にいた臣磐がこれを聞き、月氏王に「疏勒王に即位するため、帰国させてほしい」と願い出たので、月氏王は兵を派遣して臣磐を疏勒国に送り帰した。疏勒国人はもともと臣磐を敬愛しており、また月氏を畏れ憚っていたので、共に遺腹の印綬を奪って、臣磐を迎えて疏勒王に即位させ、遺腹を盤橐城侯とした。後に莎車国が于窴国に叛いて、疏勒国に属すと、疏勒国は強盛を誇って亀茲国・于窴国と敵対するようになる。
順帝の永建2年（127年）、臣磐は漢に遣使を送って奉献し、順帝は臣磐を拝して漢大都尉とし、その兄の子である臣勲を守国司馬とした。
永建5年（130年）、臣磐は侍子を派遣して、大宛国・莎車国の使者とともに宮闕に詣でて貢献した。
陽嘉2年（133年）、臣磐はふたたび漢に遣使を送って獅子・犎牛を献じた。
霊帝の建寧元年（168年）、臣磐は猟中においてその叔父の和得に射殺され、和得が自ら立って疏勒王となった。
建寧5年（172年）、涼州刺史の孟佗は従事の任渉を派遣し、郭煌兵500人、戊己司馬の曹寛・西域長史の張晏と焉耆国・亀茲国・車師前後部を率いさせて、計3万余で疏勒国を討ち、楨中城を攻撃したが、40余日して降すことができず撤退した。その後、疏勒王は相次いで殺害された。

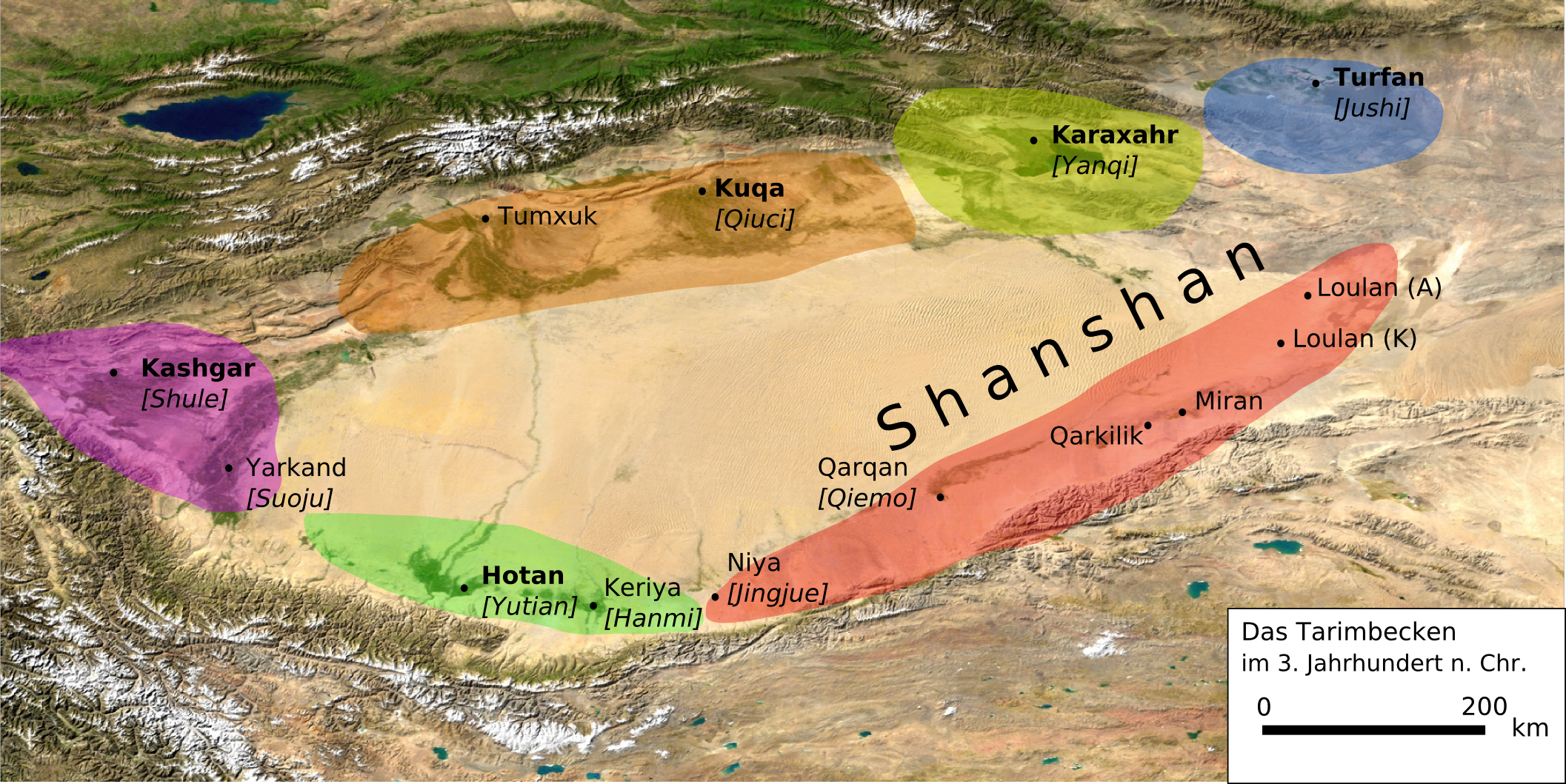
3世紀のタリム盆地。Kashgar=疏勒,Kuqa=亀茲,Karaxahr=焉耆,Turfan=高昌,Hotan=于闐,Shanshan=鄯善

### 三国時代
三国時代の頃、疏勒国は楨中国・莎車国・竭石国・渠沙国・西夜国・依耐国・満犁国・億若国・楡令国・損毒国・休脩国・琴国の国々を并属させていた。

### 北朝の時代

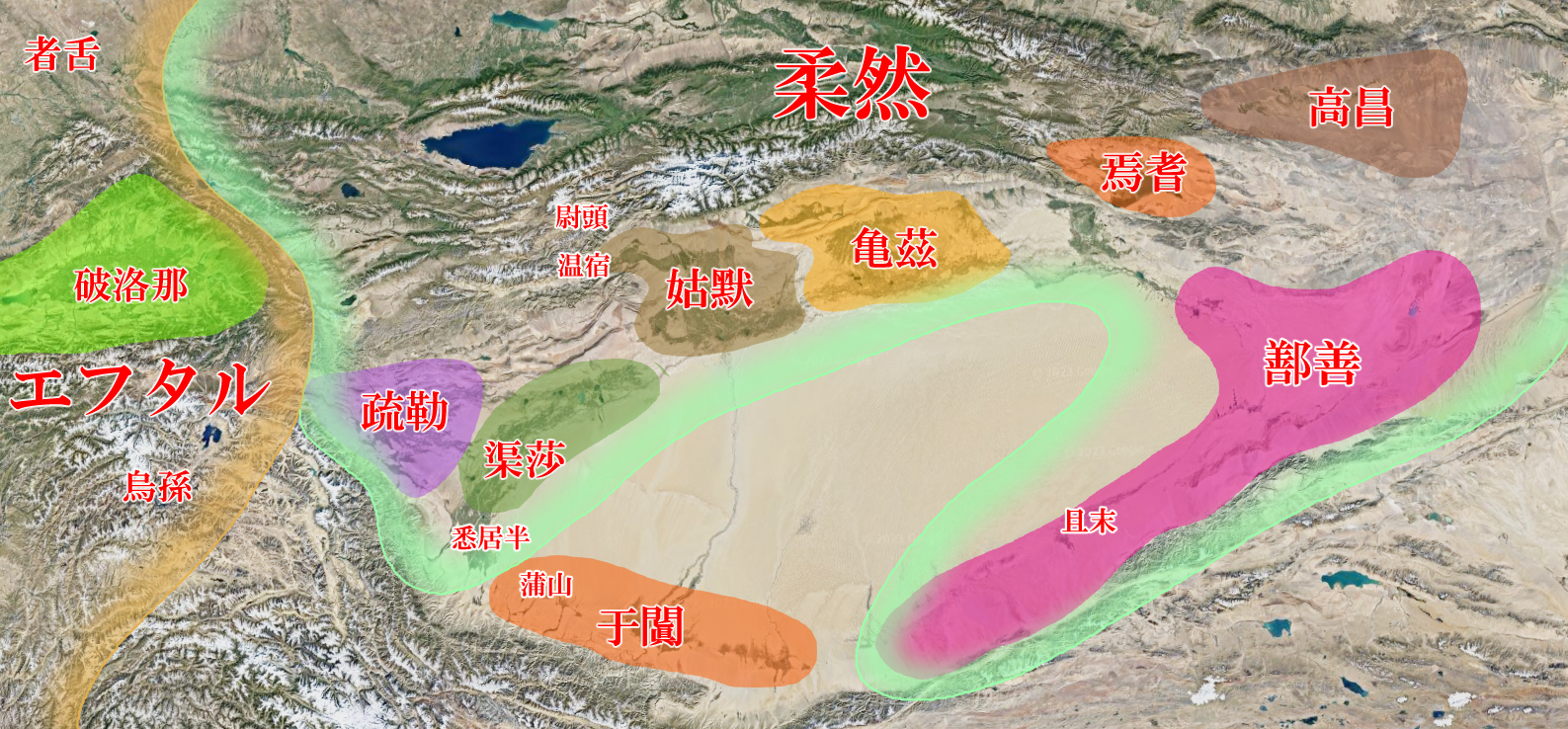
5世紀のタリム盆地の勢力図

疏勒国はすでに仏教を信奉しており、文成帝の末に、疏勒王が北魏に遣使を送って長さ2丈あまりの釈迦牟尼仏袈裟を献上した。文成帝は仏衣であるから、霊験あらたかであることを示そうと、これを猛火の上に置いて焼こうとした。しかし何日たっても燃えないので（おそらくは火浣布で織った袈裟のため）、畏怖しない者はいなかったという。文成帝は北魏の歴代皇帝の中で、初めて仏教を容認した熱心な仏教徒であったため、この袈裟を使って仏の霊異を示し、人々を畏服させる道具とした。
西魏の廃帝2年（553年）、突厥の木汗可汗が柔然を滅ぼして大帝国を築くと、疏勒国は突厥の支配下となり、毎年突厥へ年貢を収めるようになる。

### 隋唐の時代

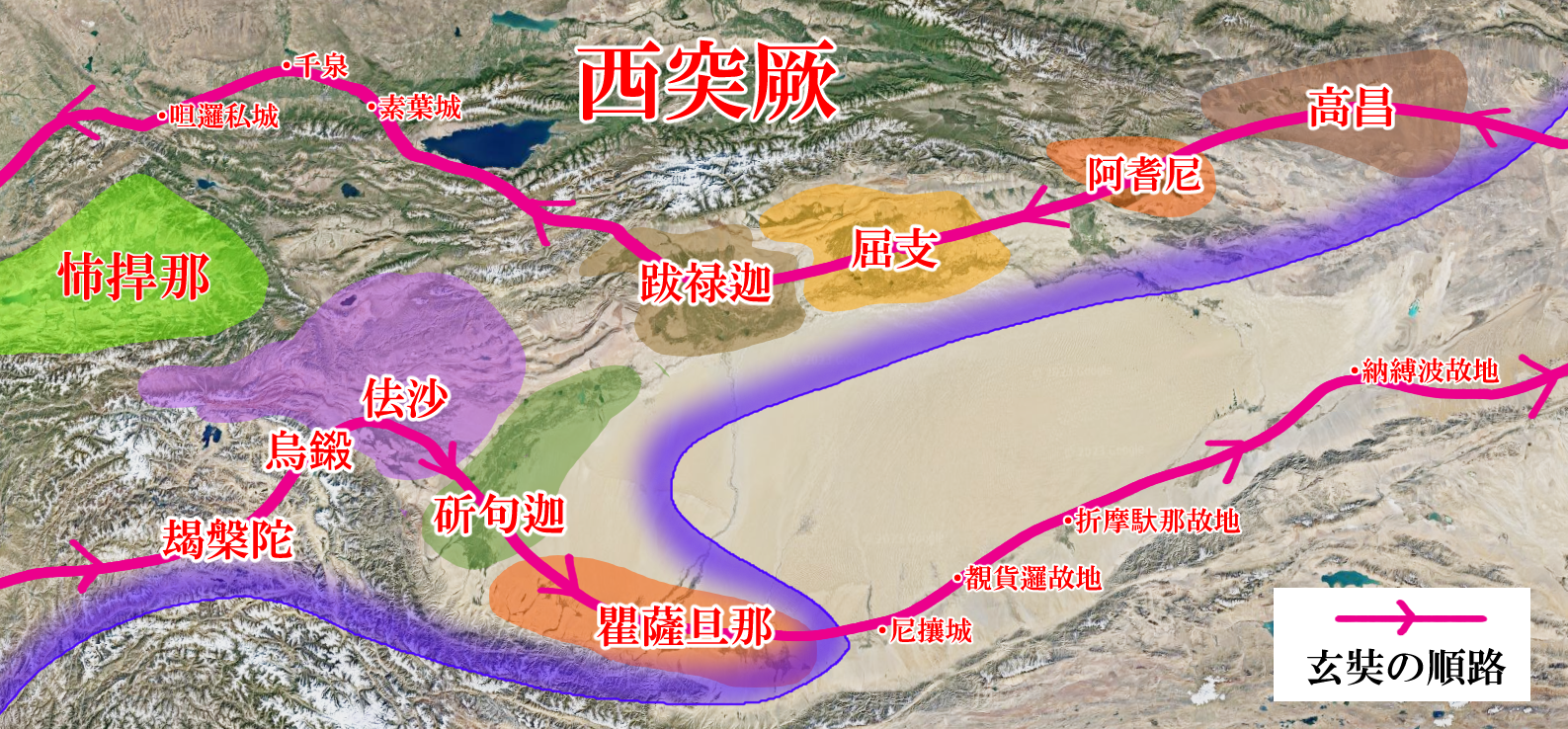
7世紀のタリム盆地（大唐西域記）

大業中（605年 - 618年）、疏勒王の阿弥厥は、隋に遣使を送って朝貢した。
貞観中（627年 - 649年）、西突厥の可汗は娘を疏勒王に娶らせた。
貞観9年（635年）、疏勒国は唐に遣使を送って名馬を献上した。
貞観22年（648年）、太宗は安西都護府を亀茲城に移し、郭孝恪を安西都護に任命して于闐・疏勒・碎葉を統領させ、これを「四鎮」とした。
貞観23年（649年）2月、西突厥の乙毘射匱可汗（在位：641年 - 651年）が唐に求婚してきたので、太宗はこれを許し、詔令で亀茲・于闐・疏勒・朱倶波・葱嶺の5国を分割して聘礼（結納品）とした。
西突厥の阿史那弥射と阿史那歩真には人心がなく、部下に怨まれ、遂に思結都曼が疏勒・朱倶波・渇槃陀の3国を率いて叛き、于闐国を撃破した。高宗は詔で左驍衛大将軍の蘇定方にこれを討たせ、思結都曼の兵は馬頭川で保つ。顕慶5年（660年）、蘇定方はこれを撃ち降す。
開元16年（728年）、玄宗は遣使を送って、正式に疏勒王の裴安定を疏勒王に冊封した。
天宝12載（753年）、疏勒王の裴国良が唐に入朝し、玄宗は折衝都尉を授け、紫袍・金魚を賜う。
以後、吐蕃・唐・回鶻（ウイグル）と支配者が交替し、10世紀後半にはテュルク系イスラム王朝のカラハン朝に征服され、仏教王国であった疏勒はイスラム教に改宗することとなる。

## 習俗
疏勒国は他のオアシス都市国家と同様、農耕民族であり、古くはインド・ヨーロッパ語族系のコーカソイドの人々が住んでいた。農業は盛大で、花・果は繁茂している。細い氈（フェルト）や褐（けおり）を産出し、細い氎（もめん）や氍毹を巧みに織る。他にも稲・粟・麻・麦・銅・鉄・錫・雌黄・錦・綿を産出する。気候は和やかで、風雨は順調である。
人の性質は乱暴で、俗（ならい）として詭り（いつわり）が多く、礼儀は薄く学芸は平凡である。その風俗として子を生むと頭を押さえて扁平にする。容貌は卑しく、文身（刺青）をし碧眼である。
使用する文字はインドに手本を取っており（カローシュティー文字→ブラーフミー文字）、省略・改変はあるが、よく印度の様式筆法を保存している。言語の語彙・音調は諸国とは異なっている。
疏勒国は古くから篤く仏法を信じ、福徳利益の行に精励している。伽藍は数百か所、僧徒は一万余人、小乗教の説一切有部を学習している。その理論は研究することなく、多くはその文句を暗誦するのみである。それ故、経律論の三蔵や毗婆沙（ヴィバーシャー：広解）をすっかり暗誦している者が多い。
人の手足は皆六指で、産子が六指者でなかったら育てない。

## 人口・兵数
- 前漢：戸1510・人口18650・勝兵2000人。
- 後漢：領戸21000・勝兵3万余人。
- 北朝・隋：勝兵2000人。

## 政治体制
王治（首都）は疏勒城、その都城方5里、国内に大城12、小城数十あり。疏勒侯・撃胡侯・輔国侯・都尉・左右将・左右騎君・左右譯長が各一人いる。
唐代になると王治は迦師城に在った。

## おもな疏勒王
北朝時代の記録では疏勒王は金の獅子冠を戴いたという。また、唐代の記録では、王姓は裴氏といい、自ら「阿摩支」と号したという。

### 後漢代
- 成（中国語版）（? - 73年）
- 兜題（中国語版）（73年）
- 忠（中国語版）（73年 - 84年）
- 成大（中国語版）（84年 - ?）
- 安国（中国語版）（? - ?）
- 遺腹（中国語版）（? - ?） - 臣磐の弟の子
- 臣磐（中国語版）（? - 168年） - 安国の母の弟
- 和得（中国語版）（168年 - ?） - 臣磐の叔父

### 隋唐時代
- 阿弥厥（中国語版）（? - ?）
- 裴綽（中国語版）（? - ?）
- 裴阿摩支（中国語版）（? - ?）
- 裴夷健（中国語版）（? - ?）
- 裴安定（中国語版）（? - ?）
- 裴国良（中国語版）（? - ?）

## 参考資料
- 『漢書』（西域伝上）
- 『後漢書』（班超伝、西域伝）
- 『三国志』（『魏略』西戎伝）
- 『魏書』（列伝第九十 西域）
- 『隋書』（列伝第四十八 西域）
- 『北史』（列伝第八十五 西域）
- 『旧唐書』（列伝第一百四十四下、列伝第一百四十八 西戎）
- 『新唐書』（列伝一百四十下　西突厥、列伝第一百四十六上 西域上）
- 『大唐西域記』